# Thomas Holding

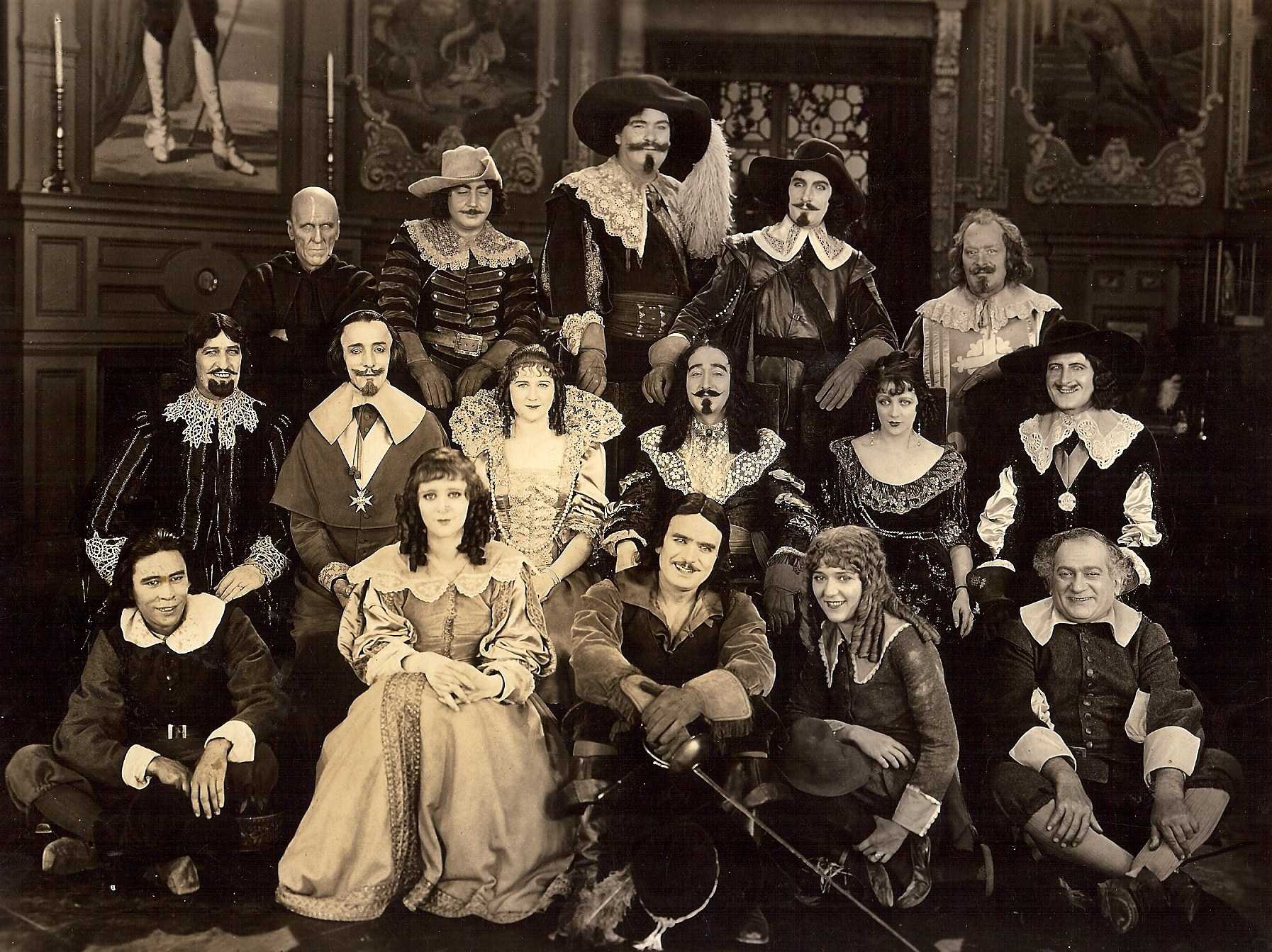
Reparto de The Three Musketeers (1921), de izq. a der.:
- Abajo: Charles Stevens, Marguerite De La Motte, Douglas Fairbanks, Mary Pickford y Sidney Franklin.
- Centro: Boyd Irwin, Nigel De Brulier, Mary MacLaren, Adolphe Menjou, Barbara La Marr y Thomas Holding.
- Arriba: Lon Poff, Eugene Pallette, George Siegmann, Léon Bary y Willis Robards

Thomas J. Holding (25 de enero de 1880 – 4 de mayo de 1929) fue un actor teatral y cinematográfico inglés, activo en la época del cine mudo. 

## Biografía
Nacido en la zona de Blackheath, en Londres, Inglaterra, posiblemente tuvo una extensa carrera teatral en su país natal. Tras su llegada a los Estados Unidos, fue una figura popular del cine mudo en los años de la Primera Guerra Mundial. Sus primeras actuaciones para la pantalla llegaron en películas protagonizadas por la actriz Pauline Frederick. 
Thomas Holding falleció en 1929 a causa de un infarto agudo de miocardio, mientras se encontraba en su camerino durante una actuación en el circuito de Broadway, en Nueva York, según refería la publicación Variety de 8 de mayo de 1929.

## Selección de su filmografía
- The Eternal City (1915)
- Sold (1915)
- The White Pearl (1915)
- Bella Donna (1915)
- Lydia Gilmore (1915)
- The Spider (1916)
- The Moment Before (1916)
- Silks and Satins (1916)
- Redeeming Love (1916)
- The Great White Trail (1917)
- Daughter of Destiny (1917)
- The Lady of Red Butte (1919)
- One Week of Life (1919)
- The Peace of Roaring River (1919)
- The Lone Wolf's Daughter (1919)
- A Woman Who Understood (1920)
- The Woman in His House (1920)
- Sacred and Profane Love (1921)
- Without Benefit of Clergy (1921)
- The Three Musketeers (1921)
- Rose o' the Sea (1922)
- Ruggles of Red Gap (1923)
- The Courtship of Miles Standish (1923)
- The Untamed Lady (1926)